# Университет (телесериал)
«Университет» («Греческий», англ. Greek, стилизовано под GRΣΣK) — молодёжный драмедийный сериал производства США.
Действие разворачивается вокруг студентов вымышленного университета Сайпрус-Роадз (Cyprus-Rhodes University), которые входят в студенческие братства и сестринства (Греческая система). В центре сюжета жизнь Кейси Картрайт и её брата Расти. Большинство персонажей принадлежат к одному из трех вымышленных домов: Каппа Тау Гамма (ΚΤΓ), Омега Кай Дельта (ΩΧΔ) и Зетта Бетта Зетта (ΖΒΖ), периодически упоминаются другие братства и сестринства.

## Действующие лица

### Главные герои
- Кейси Картрайт (Casey Cartwright) (Актриса Спенсер Грэммер)

Кейси — главная героиня сериала. Являясь популярной и активной личностью, а также одним из значимых членов сестринства ZBZ, Кейси сначала смущало пребывание её младшего брата, Расти, в том же колледже, что и она. Но их совместная жизнь в братстве сближает их, так как Кейси часто помогает понять брату традиции братств. Когда Кейси стала президентом ZBZ, она стала более самостоятельной и независимой от чужого мнения. Она также больше сосредотачивается на своём будущем, рассматривая, как один из вариантов, карьеру в политике.
Кейси замешана в любовном треугольнике, разрываясь между Кэппи, с которым они встречались раньше и к которому она всё ещё испытывает чувства, и успешным и популярным Эваном Чемберсом.
- Расти Картрайт (Rusty Cartwright) (Актёр Джейкоб Захар)

Расти — главный герой сериала и младший брат Кейси. Являясь стереотипным фриком и изгоем, Расти начал свой первый год в университете, стремясь измениться и весело провести студенческие годы. В течение первой недели в университете Расти вступил в братство KTG, где ему дали прозвище «Spitter» (плевалка). В братстве KTG Расти становится менее наивным, но его простота всё ещё является источником некоторых проблем и неприятностей, в которые он попадает. Расти является отзывчивым и верным другом и братом. Несмотря на конкуренцию братств KTG и ΩΧΔ, Расти поддерживает дружбу с Келвином. Также он добивается уважения со стороны Кейси, которая больше не рассматривает его как своего «тормозного младшего брата», так как они начинают помогать и поддерживать друг друга. В 4 сезоне Расти, находит настоящую любовь.
- Кэппи (Cappie) (Актёр Скотт Майкл Фостер)

Имя «Кэппи» является прозвищем, его реальное имя "Captain John Paul Jones", что было раскрыто в 10 серии 4 сезона. Его беззаботность скрывает очень острый ум. Несмотря на это, у Кэппи нет никаких конкретных целей за исключением посещения вечеринок. Это стало причиной его разрыва с Кейси. Уход Кейси стал ударом для Кэппи, а его любовь к ней стала препятствием для других отношений. Кэппи и Кейси снова начинают общаться после того, как Расти вступает в братство KTG. Бывшие друзья Эван и Кэппи в настоящее время публично показывают свою неприязнь друг к другу путём конкуренции между своими братствами. Хотя, после некоторых событий дружба между Кэппи и Эваном начинает возрождаться, но решающим событием для их отношений становится розыгрыш, спланированный Эваном.
- Эван Чемберс (Evan Chambers) (Актёр Джейк Макдорман)

Эван — популярный и харизматичный главный наставник братства Омега Кай Дельта (ΩΧΔ). Изначально многие считают Эвана президентом братства, но в 3 серии 2 сезона явно указывается на то, что президентом является Дин, когда они пришли в ZBZ с приглашением в свое импровизированное казино. Позже, в 8 серии 2 сезона Эван становится президентом, продолжая плести интриги против Кейси, вместе  с Френни. Родившийся в богатой и известной семье, Эван является центром всеобщего внимания в университете. Он стремится понравиться всем вокруг себя, особенно своим родителям, даже если для этого надо отказаться от собственного мнения и целей. Эван и Кэппи были друзьями в детстве, но их дружба прекратилась после того, как они оба влюбляются в Кейси на первом курсе. Когда Кэппи и Кейси расстались, Кейси начала встречаться с Эваном. Это стало дополнительным стимулом для их вражды, которую они выражают в конкуренции между братствами ΩΧΔ и KTG. Измены и недоверие привели к разрыву отношений между Кейси и Эваном. После этого Эван стал плохо относится к ней, несмотря на то, что у него остались чувства к Кейси. Со временем Эван понял свои ошибки и начал противостоять родителям. В связи с этим он отказался от денег своего отца и разорвал отношения с семьёй. Также Эван стал восстанавливать дружеские отношения с Кэппи и Кейси. Однако, он потерял уважение своих братьев, которые вынудили его предать Кэппи, что, возможно, вновь разрушит их дружбу.
- Эшли Ховард (Ashleigh Howard) (Актриса Эмбер Стивенс)

Эшли — сестра, а впоследствии и президент братства ZBZ и лучшая подруга Кейси. Известная всем своим сомнительным вкусом в одежде и бесхарактерностью, Эшли всегда выступала в роли помощницы Кейси. Эшли стала центром всеобщего внимания после того, как её выбрали на пост президента братства. Несмотря на то, что Эшли не умеет манипулировать людьми, как Фрэнни, и ей не хватает ума Кейси, она стремится покончить со старыми традициями ZBZ и вернуть его на верхнюю ступень социальной лестницы университета.В 4 сезоне телесериала Эшли, находит любовь, о которой она не подозревала.
Ещё одно свойство Эшли — неумение выбирать себе пару, хотя она неоднократно давала советы по отношениям другим персонажам. Хотя её личная жизнь начинает налаживаться, когда она начинает встречаться с Фишером, который работает на университетской кухне. Правда их отношения начинают рушиться после того, как пьяная Ребекка поцеловала его из зависти.
- Келвин Оуэнз (Calvin Owens) (Актёр Пол Джеймс)

Кэлвин — участник братства ΩΧΔ и один из самых близких друзей Расти. Кэлвин — гей, но его неудачный опыт в прошлом заставляет скрывать этот факт, так как он хочет чтобы люди узнали его как личность, не испытывая при этом к нему предубеждения. В университете его самыми близкими друзьями становятся Эшли, Дэйл, Эван и Расти. После того, как его секрет был раскрыт, они поддерживали его, несмотря на то, что братья были недовольны и давили на Эвана.
- Дэйл Кэттлевелл (Dale Kettlewell) (Актёр Кларк Дьюк)

Дейл — странный, религиозный и мнительный сосед Расти. Дейл против системы братства по религиозным причинам. Он свободно высказывает своё мнение по поводу братств и KTΓ в частности. Кроме того, вначале Дейл пытался отговорить Расти вступать в какое либо братство, наставляя его «на путь истинный», но впоследствии он смирился. Чрезмерно религиозное воспитание сделало Дейла ещё более наивным и неприспособленным к общественной жизни человеком, чем Расти. Несмотря на все разногласия, Дейл и Расти стали лучшими друзьями. Правда их отношения осложнились тем, что Расти и Дейл боролись за один грант. Со временем его отношение к братствам стало меняться, так как он стал больше общаться с Кэлвином и Кэппи. На втором году их обучения Дейл и Расти переехали в квартиру вне университетского городка, где у него зарождаются отношения с домовладелицей Шейлой.
- Рэбекка Логан (Rebecca Logan) (Актриса Дилшад Вадсария)

Ребекка — одна из сестёр ZBZ. Ребекка приходится дочерью сенатору штата Огайо, поэтому она могла выбрать любое братство. В первый же день между Ребеккой и Кейси произошёл конфликт, продолжавшийся между ними в течение первого сезона. Ещё одной причиной их конкуренции стали её кратковременные отношения с Кэппи. После того, как отец Ребекки был публично опозорен, Кейси и сёстры были первыми, кто поддержал её. Это изменило отношение Ребекки к сёстрам и братству в лучшую сторону. Она стала принимать активную деятельность в жизни университета в попытке найти себя и доказать, что она — личность, а не просто дочь сенатора. Также в дальнейшем происходит сближение между Эваном и Ребеккой.
- Фрэнни Морган (Frannie Morgan) (Актриса Тиффани Дюпон)

Френни — бывший президент ZBZ. За то, что она не училась, её оставили на дополнительный год обучения, и она решила вновь выдвинуть свою кандидатуру на пост любимицы Омега Кай, но проиграла Кейси, в результате чего у них началась настоящая девичья «война». После ряда ошибок в качестве президента она была снята с поста, а на её место назначена Кейси, а сама она была изгнана из сестринства. Не выдержав в себе обиду, Френни разрушила интригами отношения Эвана и Кейсси. Впоследствии Френни вернули в сестринство, так как она, по её словам, «встала на путь истинный и поняла свои ошибки».
Также в сериале снимается американский музыкальный коллектив Plain White T's. Они играют на всех вечеринках, и также являются членами братства КТГ.

#### Братства и сестринства
| Зета Бета Зета                          | ZBZ | Главное женское общество Унниверситета Сайпрус-Роадз, основанное на учёбе, спорте и филантропии.                                                               |
| Омега Кай Дельта                        | ΩΧΔ | Главное мужское братство, основанное на учёбе, спорте и организации сетей.                                                                                     |
| Каппа Тау Гамма                         | KTΓ | "Белая ворона" среди братств Университета. "Взбалмашное" общество, основанное преимущественно на социализации                                                  |
| Йота Каппа Йота                         | IKI | Недолго существовавшее и конкурировавшее с ZBZ общество, основанное Френни и бывшее на содержании у Эвана.                                                     |
| Пи Пи Пи ("Три Пи")                     | ΠΠΠ | Конкурирующее с ZBZ общество, часто отмечаемое за их распущенность.                                                                                            |
| Лямбда Сигма Омега                      | ΛΣΩ | Одно из главных братств, основанное на спорте. |
| Пси Фай Пи                              | ΨΦΠ | Одно из самых непопулярных обществ, основанное исключительно на учёбе.                                                                                         |
| Гамма Пси Альфа                         | ΓΨA | Неожиданный номер один среди женских обществ, один из главных конкурентов ZBZ. Некоторое время было лучшим сестринством (в то время как ZBZ - на 4-й позиции). |
| Альфа Дельта Пи                         | AΔΠ | Показано в эпизоде "Tailgate Expectations". |
| Альфа Тета Ипсилон                      | AΘY | Сестринство из эпизода "Первый - последний". |
| Альфа Сигма Ро                          | AΣP | Братство в эпизоде "Братья и сестры". |
| Альфа Тау Каппа                         | ATK | Четвертый Греческий дом, показанный в пилотном эпизоде (братство).                                                                                             |
| Бета Тета Тау                           | BΘT | Сестринство в эпизоде "Братья и сестры". |
| Дельта Ро                               | ΔP  | Братство из эпизода "Шоссе на территорию неудобства". |
| Эпсилон Эпсилон Эпсилон ("Три Эпсилон") | EEE | Сестринство в эпизоде "Братья и сестры". |
| Тета Пи Гамма                           | ΘΠΓ | Третий Греческий дом, показанный в пилотном эпизоде (еврейское братство).                                                                                      |
| Йота Пси Дельта                         | IΨΔ | Братство из эпизода "Мистер Со-вершенство". |
| Каппа Дельта Эпсилон                    | KΔE | Братство из эпизода "Мистер Со-вершенство". |
| Мю Гамма Сигма                          | MΓΣ | Сестринство, упомянутое в эпизоде "Глубина Восприятия". |
| Ню Ню Ню ("Три Ню")                     | NNN | Братство в эпизоде "Братья и сестры". |
| Кси Гамма Тета                          | ΞΓΘ | Сестринство из эпизода "Полуголый пистолет". |
| Кси Дельта Гамма'                       | ΞΔΓ | Братство в эпизоде "Братья и сестры". |
| Пи Дельта Эпсилон                       | ΠΔE | Сестринство в эпизоде "Трое - это много". |
| Пи Сигма Тета                           | ΠΣΘ | Братство в эпизоде "Братья и сестры". |
| Сигма Эпсилон                           | ΣE  | Первый Греческий дом, показанный в пилотном эпизоде. |
| Сигма Хи Эпсилон                        | ΣXE | Показано в эпизоде "Tailgate Expectations". |
| Фи Бета Пи                              | ΦBΠ | Сестринство в эпизоде "Друг или Враг". |
| Омега Ню Эпсилон                        | ΩNE | Упомянуто в эпизоде "Tailgate Expectations". |

#### Актёры
| Актёр              | Персонаж                       | Братство | Серии |
| ------------------ | ------------------------------ | -------- | ----- |
| Спенсер Грэммер    | Кейси Картрайт                 | ZBZ      | 74    |
| Джейкоб Захар      | Расти Картрайт                 | KTΓ      | 74    |
| Скотт Майкл Фостер | Капитан Джон Пол "Кэппи" Джонс | KTΓ      | 74    |
| Эмбер Стивенс      | Эшли Ховард                    | ZBZ      | 74    |
| Дилшад Вадсария    | Ребекка Логан                  | ZBZ      | 73    |
| Джейк Макдорман    | Эван Чемберс                   | ΩΧΔ      | 71    |
| Пол Джеймс         | Кэлвин Оуэнс                   | ΩΧΔ      | 71    |
| Кларк Дьюк         | Дейл Кеттлуэлл                 | ΩΧΔ      | 68    |
| Аарон Хилл         | Уолтер "Бобрик" Боудрикс       | KTΓ      | 64    |
| Зак Лайвли         | Хит Андерсон                   | KTΓ      | 42    |
| Эйнсли Баббико     | Лора                           | ZBZ      | 39    |
| Тиффани Дюпон      | Фрэнни Морган                  | ZBZ      | 38    |
| Дерек Мио          | Уэйд Мэттьюз                   | KTΓ      | 36    |
| Эйлин Бойлан       | Бетси                          | ZBZ      | 26    |
| Дэниел Уивер       | Бен Беннетт                    | KTΓ      | 24    |
| Кристофер Хэтфилд  | Джереми                        | KTΓ      | 24    |
| Адам Кросби        | Пикл                           | KTΓ      | 24    |
| Грегори Майкл      | Грант Эллис                    | ΩΧΔ      | 20    |
| Нора Киркпатрик    | Кэтрин Паркер                  | ΓΨA      | 18    |
| Кинси Маклин       | Трип                           | ΩΧΔ      | 18    |
| Джессика Ли Роуз   | Джен Ки                        | ZBZ      | 12    |

## Синопсис
Пилотная серия была показана в понедельник,9 июля, 2007 в США на канале ABC Family.
| Сезон | Сезон | Эпизоды | Премьера сезона | Конец сезона  | Регион 1 DVD Релиз       | Регион 1 DVD Релиз        |
| ----- | ----- | ------- | --------------- | ------------- | ------------------------ | ------------------------- |
|       | 1     | 22      | Июль 9, 2007    | Июнь 9, 2008  | Глава 1: Март 18, 2008   | Глава 2: Декабрь 30, 2008 |
|       | 2     | 22      | Август 26, 2008 | Июн 15, 2009  | Глава 3: Август 18, 2009 | Глава 4: Март 9, 2010     |
|       | 3     | 20      | Август 31, 2009 | Март 29, 2010 | Глава 5: Январь 11, 2011 |                           |
|       | 4     | 10      | Январь 3, 2011  | Март 7, 2011  | TBA                      | TBA                       |

### Первый сезон
Расти Картрайд - новенький в Университете Сайпрус-Роадз, и, чтобы развеять свой образ ботаника-заучки, он решает вступить в братство. Его старшая сестра, Кейси, является сестрой  женского сообщества ZBZ и встречается с Эваном  Чемберсом,  членом братства ΩΧΔ. Эван предлагает Расти место в ΩΧΔ, но тот отвергает его после того, как узнает, что Эван обманул Кейси,  переспав  с Ребеккой Логан. Расти принимает приглашение Кеппи, бывшего парня Кейси, вступить в братство KTΓ, что немного беспокоит Кейси.
Кроме того, сосед Расти по комнате, Дейл, критикует причастность Расти к братствам, но позже принимает новый образ жизни Расти, даже оказывая поддержку его  другу-гею Кэлвину, члену ΩΧΔ, который случайно влюбляет в себя Эшли, подругу Кейси.
Самый большой скандал для братств происходит из-за новой подруги Расти Джен Кей, сестры ZBZ, которая после поступления в сестринство, написала газетную статью, основанную на секретах братств и сестринств, фактах о разврате и неумеренном потоке алкоголя на вечеринках, что впоследствии приводит к тому, что эта статья  вынуждает декана установить строгие ограничения для сообществ. Эти неприятные новости дошли и до главы управления  ZBZ, которая снимает Френни с поста президента и вынуждает покинуть сестринство. Её место занимает Кейси.

### Второй сезон
В ходе  выборов на пост президента, Кейси и Френни соперничают во время выдвижения своих кандидатур. После речей кандидатов на встрече дома девочки в конечном счете выбирают Эшли в качестве нового президента. В ответ на это решение  Френни покидает ZBZ вместе с некоторыми из девочек, чтобы основать новое братство IKI. Когда её новый парень, Эван, получает многомиллионный трастовый фонд от его родителей, Френни использует его преимущественно как средство финансирования её нового женского общества. Тем временем, Кейси начинает встречаться с  куратором её младшего брата Расти, Максом, но из-за стажировки Кейси в Вашингтоне лето они все же проводят раздельно. Когда начинается новый семестр, выясняется, что Макс отказался от гранта на обучение в  Калифорнийском технологическом университете, чтобы остаться в Сайпрус-Роадз с Кейси. Расти начинает встречаться с претенденткой ZBZ Джордан. К тому же, Кеппи и Эван оказываются среди очень немногих людей, которые будут отобраны для тайного общества "Амфоры", возглавляемого  Деканом Боуманом. В результате начинают улаживаться разногласия между ними. На вечеринке KTΓ Кейси рассказывает Кеппи о своих чувствах к нему, но, к её удивлению, Кеппи не хочет, чтобы она испортила отношения с её парнем, Максом, в результате чего она бросает Макса.

### Третий сезон
Ребекка признается, что целовалась с Фишером, и Эшли отказывается принимать извинения от обеих сторон. Разрыв Кейси c Максом был тяжелым, но она помещает свою энергию в участие в греческом совете. Тем временем, Расти, все ещё являясь членом КТГ, борется, чтобы поддержать на высоком уровне его оценки и Кеппи предлагает себя как помощника. Кэлвин и Грант начинают встречаться, и Эван помогает им держать это втайне от остальных членов ΩΧΔ. Расти и Джордан переводят их отношения на следующий уровень, но из-за уникальной возможности, которая выпадает Джордан, она переезжает в Нью-Йорк, и они  расстаются. Кейси обнаружила, что Кеппи и Эван дружат, и они втроем снова становятся друзьями. Во время дня Благодарения, Кеппи и Кейси остаются вместе. Дейл и Расти начинают соперничать за академический грант. Кеппи и Эван объединяют свои силы против офицера Хака, но Эван предает Кеппи. Дом братства ΓΨA сожжен дотла и подозрения падают на ZBZ. Позже выясняется, что ZBZ не проиграли в конкурсе песен, а их подставили ΓΨA. Приближается выпускной, и Кейси и Кэппи должны решить - остаться им вместе или разойтись. Но Кэппи не желает взрослеть и уезжать из университета, а Кейси поступает в юридическую школу в Вашингтоне.

### Четвёртый сезон
Как сообщили создатели сериала, четвёртый сезон будет состоять из десяти серий и станет последним (сериал является самым долгоиграющим на ABC Family).
В последнем сезоне нас ожидает взросление Кэппи и выбор им специальности, его непростые, но всё-таки романтические отношения с Кейси, так же мы увидим тяжёлые и радостные периоды в жизни Эшли и Расти, вступление Дэйла в братство, непростые отношения Келвина со своими братьями из ΩΧΔ, Ребекку Логан в качестве президента ZBZ, познакомимся с жизнью и мыслями Бобрика, ну а также с бесшабашными вечеринками КТГ и ещё многим и многим интересным...